# انجلا بیلی
انجلا بیلی (انگلیسی: Angela Bailey; ۲۸ فوریهٔ ۱۹۶۲ – ۳۱ ژوئیهٔ ۲۰۲۱) ورزشکار دو و میدانی اهل کانادا بود.